# Драгун Станіслав Едуардович
Станіслав Едуардович Драгун  (біл. Станіслаў Эдуардавіч Драгун, рос. Станислав Эдуардович Драгун, нар. 4 червня 1988, Мінськ) — білоруський футболіст, півзахисник клубу БАТЕ і національної збірної Білорусі.

## Клубна кар'єра
Народився 4 червня 1988 року в місті Мінськ. Вихованець ДЮСШ «Трудові резерви» (Мінськ), перший тренер — Микола М. Мирончик.
У дорослому футболі дебютував 2004 року виступами за команду «Локомотив» (Мінськ), у якій провів три сезони, взявши участь у 39 матчах чемпіонату.
Своєю грою за «залізничників» привернув увагу представників тренерського штабу клубу «Гомель», до складу якого приєднався на початку 2007 року. Відіграв за команду з Гомеля наступні півтора сезони своєї ігрової кар'єри. Граючи у складі «Гомеля» здебільшого виходив на поле в основному складі команди.
До складу клубу «Динамо» (Мінськ) приєднався влітку 2008 року. 30 грудня 2010 року продовжив конракт з клубом ще на три роки. Тричі включався БФФ до списку 22 найкращих футболістів чемпіонату Білорусії 2010, 2011, 2012. Автор 1000-о голу мінського «Динамо» в чемпіонатах Білорусі. Відіграв за мінських «динамівців» п'ять сезонів своєї ігрової кар'єри. Більшість часу, проведеного у складі мінського «Динамо», був основним гравцем команди.
17 січня 2013 року підписав контракт з самарськими «Крилами Рад» терміном на 3 роки (вартість трансферу — 1,5 млн євро), де згодом закріпився в основному складі. Залишився у самарському клубі після вильоту з Прем'єр-ліги по завершенні сезону 2013/14 років й допоміг йому повернутися до еліти наступного року.
У грудні 2015 року відмовився продовжувати контракт з «Крилами Рад». 8 січня 2016 року московське «Динамо» офіційно оголосила про аідписання контракту з Драгуном до літа 2019 року. У першій половині 2016 року був основним гравцем москвичів, але пропустив декілька матчів через травму. За підсумками сезону 2015/16 років «Динамо» втратило місце у Прем'єр-лізі, а наступного сезону Драган розпочав у НФЛ. Однак основним гравцем вже не був і зазвичай виходив на заміну лише в кінцівці матчу. У лютому 2017 року «Динамо» розірвало контракт зі Станіславом.
У березні 2017 року підсилив «Газовик» (Оренбург). За підсумками сезону 2016/17 років «Оренбург» залишив Прем'єр-лігу, і в червні 2017 року стало відомо, що клуб не продовжить контракт з Драгуном. 
Після відходу з Оренбурга до гравця проявляли зацікавленість білоруські клуби, зокрема берестейське «Динамо» та солігорський «Шахтар», але півзахисник обрав борисівське БАТЕ, до складу клубу БАТЕ приєднався 30 червня 2017 року. У складі БАТЕ закріпився в півзахисті. 1 жовтня 2017 року відзначився голом у гостьовому матчі між Борисовим та мінським «Динамо», який приніс команді перемогу 1:0, а БАТЕ зрештою став чемпіоном Білорусі. У сезоні 2018 року залишився одним з лідерів команди, у голосуванні за звання футболіста року Білорусі фінішував другим, поступившись одноклубнику Ігорю Стасевичу. У жовтні 2019 року продовжив контракт з БАТЕ.

## Виступи за збірні
2004 року дебютував у складі юнацької збірної Білорусі, взяв участь у 11 іграх на юнацькому рівні, відзначившись 3 забитими голами.
Протягом 2008–2011 років залучався до складу молодіжної збірної Білорусі, разом з якою став бронзовим призером молодіжного чемпіонату Європи 2011 року (на турнірі зіграв 5 матчів). Всього на молодіжному рівні провів 25 офіційних матчів, відзначився 5 голами.
Захищав кольори олімпійської збірної Білорусі на Олімпійських іграх 2012 року у Лондоні. Зіграв 8 матчів, в яких відзначився 1 голом
10 серпня 2011 року дебютував у складі національної збірної Білорусі в товариському матчі проти збірної Болгарії, який завершився перемогою білорусів з рахунком 1-0.
Восени 2018 року разом із національною командою брав участь у першому розіграші Ліги націй УЄФА, де допоміг команді виграти свою групу в дивізіоні D, відзначився 5 голами, завдяки чому став одним з найкращих бомбардирів турніру.
Наразі провів у формі головної команди країни 66 матчів, в яких відзначився 11 голами.

### Голи за збірну
Рахунок та результат збірної Білорусі в таблиці подано на першому місці.
| #   | Дата              | Місце                                      | Суперник   | Рахунок | Результат | Змагання                            |
| --- | ----------------- | ------------------------------------------ | ---------- | ------- | --------- | ----------------------------------- |
| 1.  | 7 жовтня 2011     | Національний стадіон, Бухарест, Румунія    | Румунія    | 2–2     | 2–2       | кваліфікація Євро 2012              |
| 2.  | 7 червня 2012     | Динамо, Мінськ, Білорусь                   | Литва      | 1–1     | 1–1       | Товариський матч                    |
| 3.  | 16 жовтня 2012    | Динамо, Мінськ, Білорусь                   | Грузія     | 2–0     | 2–0       | кваліфікація чемпіонату світу 2014  |
| 4.  | 8 вересня 2014    | Жозі Бартель, Люксембург, Люксембург       | Люксембург | 1–1     | 1–1       | кваліфікація чемпіонату Європи      |
| 5.  | 9 жовтня 2015     | Штадіон под Дубньом, Жиліна, Словаччина    | Словаччина | 1–0     | 1–0       | кваліфікація чемпіонату Європи      |
| 6.  | 8 вересня 2018    | Динамо, Мінськ, Білорусь                   | Сан-Марино | 2–0     | 5–0       | Ліга D Ліги націй УЄФА 2018—2019    |
| 7.  | 8 вересня 2018    | Динамо, Мінськ, Білорусь                   | Сан-Марино | 4–0     | 5–0       | Ліга D Ліги націй УЄФА 2018—2019    |
| 8.  | 15 листопада 2018 | Жозі Бартель, Люксембург, Люксембург       | Люксембург | 1–0     | 2–0       | Ліга D Ліги націй УЄФА 2018—2019    |
| 9.  | 15 листопада 2018 | Жозі Бартель, Люксембург, Люксембург       | Люксембург | 2–0     | 2–0       | Ліга D Ліги націй УЄФА 2018—2019    |
| 10. | 18 листопада 2018 | Сан-Марино Стедіум, Серравалле, Сан-Марино | Сан-Марино | 1–0     | 2–0       | Ліга D Ліги націй УЄФА 2018—2019    |
| 11. | 13 жовтня 2019    | Динамо, Мінськ, Білорусь                   | Нідерланди | 1–2     | 1–2       | кваліфікація чемпіонату Європи 2020 |

## Досягнення

### Клубні
- Білоруська футбольна вища ліга
  -  Чемпіон (2): 2017, 2018
  -  Срібний призер (4): 2007, 2008, 2009, 2019
  -  Бронзовий призер (1): 2012

- Перша ліга Білорусі
  -  Чемпіон (1): 2004

- Першість ФНЛ
  -  Чемпіон (1): 2014/15

- Кубок Білорусі
  -  Володар (2): 2019/20, 2020/21

- Суперкубок Білорусі
  -  Володар (1): 2022

### Індивідуальні
- Найкращий півзахисник чемпіонату Білорусі (1): 2004
- У списку 22 найкращих гравців чемпіонату Білорусі (5): 2010, 2011, 2012, 2018, 2019

### У збірній
- Молодіжний чемпіонат Європи
  -  Бронзовий призер (1): 2011